# Potencjał błonowy
Potencjał błonowy – to różnica potencjałów elektrycznych, czyli napięcie elektryczne między wnętrzem i zewnętrzem przestrzeni oddzielonej błoną lipidową. Potencjał błonowy jest istotny dla przebiegu transbłonowych procesów metabolicznych. Kiedy zanika, to zanika też wrażliwość żywego układu i najczęściej jest to tożsame ze śmiercią. Napięcie jest wytwarzane katabolicznie pompą sodowo-potasową, anabolicznie foto- lub chemosyntetycznym transportem elektronów oraz innymi mniej typowymi procesami. Potencjał błonowy może się cyklicznie zmieniać lub być niemal stały. Na poziomie cząsteczkowym jest to proces dynamiczny i jako proces zmniejszający entropię entrenergoujemny, do jego wytworzenia konieczna jest energia.